# Exorista kulgeri
Exorista kulgeri là một loài ruồi trong họ Tachinidae.